# Heliconia cordata
Heliconia cordata är en enhjärtbladig växtart som beskrevs av Bengt Lennart Andersson. Heliconia cordata ingår i släktet Heliconia och familjen Heliconiaceae. Inga underarter finns listade.